# Корсунська перемога
Корсунська перемога «Перемога під Корсунем»  — українська дума, що описує велику історичну перемогу українського народу над польсько-шляхетськими військами під Корсунем, правдиво передана героїка народної боротьби. Дума сповнена гострої, їдкої сатири на військо польських панів і його керівника Миколая Потоцького. В думі присутній широкий сатиричний сюжет. Центральний сюжет думи «варіння пива» уживається в переносному значенні і означає військове протистояння між українцями і поляками. Дума містить подробиці перемоги над поляками, крім того, в думі докладно і з сарказмом описаний відступ з поля бою. А також оспівується реакція поляків на поразку польської армії.

## Опис
В думі багато поетичних порівнянь присвячених історичним подіям, наприклад «Пиво варити зачинайте» — поетичний образ початку битви, військового герця. «Під Стеблевом вони солод замочили» — літературний образ протистояння козаків із ворожими військами. Стеблев — тепер це село Стеблів, Корсунь-Шевченківського району, Черкаської області. «Пана Потоцького піймали, як барана, зв'язали» — під час розгрому польсько-шляхетської армії українським військом під Корсунем Миколай Потоцький попав у полон і разом з Марцином Калиновським був відданий Хмельницьким «у подарунок» кримському хану.
В словах думи «За річку Віслу до Полонного прудко тікати; На річку Случу тікали… а которі до Прута; Погубили чоботи й онучі… затопили усі клейноди і всі лядські бубни» — йдеться про перемоги козацького війська під Корсунем, а потім під Пилявцями. Відомо що після поразки під Пилявцями першим безславно втекло з поля бою командування польсько-шляхетською армією; в хаотичній паніці тікали польські і ополячені українські шляхтичі. Деякі польські командири бігли настільки швидко, що за 2 доби були вже за триста кілометрів від поля бою. Вишневецький утікав на звичайному возі, Конєцпольський утікав переодягнувшись простим селянином, шляхтич Миколай Остророг втікаючи, загубив свій капелюх і дорогу верхню одежу (опанчу), а Домінік Заславський загубив навіть знак своєї військової влади — булаву. Козацькі війська захопили під Пилявцями сто гармат і багато іншої зброї та близько ста тисяч возів з великими матеріальними цінностями. Український народ мав усі підстави сказати словами думи, що польські пани «затопили усі клейноди і всі лядські бубни» тобто атрибути влади і військове спорядження. Річки Случ і Прут — рубежі, за якими хотіли відсидітися польська шляхта і велике українське панство.

## Текст
Ой обізветься пан Хмельницький, Отаман-батько чигиринський: «Гей, друзі-молодці, Браття, козаки-запорожці!
Добре дбайте, Барзо гадайте, Із ляхами пиво варити зачинайте: Лядський солод —
Козацька вода, Лядські дрова —
Козацькі труда».
Ой з того пива
Зробили козаки з ляхами превеликеє диво.
Під городом Корсунем вони станом стали, Під Стеблевом вони солод замочили, Ще й пива не зварили, А вже козаки Хмельницького з ляхами барзо посварили.
За ту бражку
Зчинили козаки з ляхами велику драчку;
За той молот
Зробили ляхи з козаками превеликий колот;
А за той не знать-який квас
Не одного ляха козак, як би скурвого сина, за чуба стряс.
Ляхи чогось догадались, Від козаків чогось утікали, А козаки на ляхів нарікали: «Ой ви, ляхове, Пеські синове!
Чом ви [нас] не дожидаєте, Нашого пива не допиваєте?»
Тогді козаки ляхів доганяли.
Пана Потоцького піймали.
Як барана, зв'язали
Та перед Хмельницького-гетьмана примчали.
«Гей, пане Потоцький!
Чому у тебе й досі розум жіноцький?
Не вмів ти єси в Кам'янськім Подільці пробувати.
Печеного поросяти, Куриці з перцем та з шапраном уживати, А тепер не зумієш ти з нами, козаками, воювати
І житньої соломахи з тузлуком (уплітати).
Хіба велю тебе до рук кримському хану дати, Щоб навчили тебе кримські нагаї сирої кобилини жувати!»
Тогді ляхи чогось догадались, На [рандарів] нарікали: «Гей, ви, [рандарі], Поганські сини!
Нащо то ви великий бунт-тривоги зривали, На милю по три корчми становили, Великії мита брали: Від возового —
По півзолотого, Від пішого — по два гроші, А ще не минали сердешного старця —
Відбирали пшоно та яйця.
А тепер ви тії скарби збирайте
Та Хмельницького їднайте, А то як не будете Хмельницького їднати, То не зарікайтесь за річку Віслу до Полонного прудко тікати».
[Рандарі] чогось догадались, На річку Случу тікали.
Которі тікали до річки Случі, То погубили чоботи й онучі;
А которі до Прута, То була від козаків Хмельницького доріженька барзо крута.
На річці Случі
Обломили міст ідучи, Затопили усі клейноди
І всі лядські бубни.
Которі бігли до річки Росі, То зосталися голі й босі…
Отсе, панове-молодці, Над Полонним не чорна хмара вставала, —
Не одна пані-ляшка удовою зосталась.
Озоветься одна пані-ляшка: «Нема мого пана Яна!
Десь його зв'язали козаки, як би барана, Та повели до свого гетьмана».
Озоветься друга пані-ляшка: «Нема мого пана Кардаша!
Десь його Хмельницького козаки повели до свого коша», Озоветься третя пані-ляшка: «Нема мого пана Якуба!
Десь (узяли) Хмельницького козаки
Та либонь повісили його десь на дубі».